# Clemens Koehn
Clemens Koehn (* 1976 in Halle (Saale)) ist ein deutscher Althistoriker.

## Leben
Nach dem Abitur an der Latina August Hermann Francke 1994 studierte er als Stipendiat der Studienstiftung des deutschen Volkes von 1994 bis 2001 Alte Geschichte sowie lateinische und griechische Philologie an der Martin-Luther-Universität Halle-Wittenberg, wo er 2001 den Magister Artium erwarb. Von 1997 bis 1998 war er für ein Studienjahr an der Universität La Sapienza in Rom. 2001 arbeitete er als wissenschaftlicher Mitarbeiter am Archiv der Franckeschen Stiftungen zu Halle. Seine anschließende Arbeit an der Dissertation über die auswärtige Politik mittelgroßer Mächte in hellenistischer Zeit wurde von 2002 bis 2005 durch die Graduiertenförderung des Landes Sachsen-Anhalt unterstützt. Die von Andreas Mehl betreute Arbeit wurde im November 2005 an der Martin-Luther-Universität Halle-Wittenberg verteidigt.
Koehn forschte für ein halbes Jahr als associate graduate member am Corpus Christi College in Oxford. Von 2005 bis 2014 war er wissenschaftlicher Mitarbeiter von Burkhard Meißner am Lehrstuhl für Alte Geschichte an der Helmut-Schmidt-Universität in Hamburg. An der University of Liverpool hielt er sich im Dezember 2006 im Rahmen eines Austauschprogrammes auf, und von 2007 bis 2008 hatte er das Reisestipendium des Deutschen Archäologischen Instituts inne. Nach der Habilitation für Alte Geschichte und der Ernennung zum Privatdozenten im Jahr 2014 wurde er noch im selben Jahr Lecturer für Classics and Ancient History an der University of New England in Australien. 2018 publizierte er seine Habilitationsschrift über die Militärpolitik des Kaisers Justinian.
Koehns Forschungsinteressen umfassen die hellenistische Geschichte und Geschichtsschreibung (vor allem Polybios), griechische Epigraphik, die Spätantike, vor allem die Geschichte des 6. Jahrhunderts (Justinian), die Geschichte des römischen Verfassungs- und Privatrechts sowie die antike Militärgeschichte (vor allem römische Artillerie und asymmetrische Kriegsführung und experimentelle Archäologie).

## Schriften (Auswahl)
- Krieg-Diplomatie-Ideologie. Zur Außenpolitik hellenistischer Mittelstaaten (= Historia Einzelschriften. Band 195). Steiner, Stuttgart 2007, ISBN 3-515-08990-X (zugleich Dissertation, Halle 2005). sehepunkte.de
- als Herausgeber mit Hans-Ulrich Cain und Volker Grieb: Hellenismus. Eine Welt im Umbruch. Wissenschaftliche Buchgesellschaft, Darmstadt 2012, ISBN 978-3-534-23760-9.
- als Herausgeber mit Volker Grieb: Polybios und seine Historien. Steiner, Stuttgart 2013, ISBN 3-515-10477-1.
- als Herausgeber mit Volker Grieb: Marc Aurel – Wege zu seiner Herrschaft. Computus Druck Satz & Verlag, Gutenberg 2017, ISBN 3-940598-27-5.
- Justinian und die Armee des frühen Byzanz (= Millennium-Studien. Band 70). De Gruyter, Berlin 2018, ISBN 978-3-11-059720-2 (zugleich Habilitationsschrift, Helmut-Schmidt-Universität 2014). hsozkult.de, doi.org